# Туктарово-Урдалинское сельское поселение
Туктарово-Урдалинское сельское поселение — сельское поселение в Лениногорском районе Татарстана.
Административный центр — село Туктарово-Урдала.

## Населённые пункты
В состав поселения входят 2 населённых пункта: село Туктарово-Урдала и деревня Карагай.

## Население
| 2010 | 2011 | 2012 | 2013 | 2014 | 2015 | 2016 |
| ---- | ---- | ---- | ---- | ---- | ---- | ---- |
| 703  | ↘700 | ↘678 | ↘665 | ↘645 | ↘628 | ↘605 |
| 2017 | 2018 |      |      |      |      |      |
| ↘594 | ↘572 |      |      |      |      |      |